# Альфа-галактозидаза
Альфа-галактозида́за (α-галактозида́за, α-galactosidase), мелибиаза (melibiase) — фермент группы гликозил-гидролаз, способный отщеплять терминальные нередуцирующие остатки α-D-галактозы от α-D-галактозидов, как правило, с сохранением их оптической конфигурации, в частности, от галактозных олигосахаридов, галактоманнанов и галактолипидов.

## Классификация
На основании своего строения каталитические домены всех α-галактозидаз были отнесены к шести семействам: GH4, GH27, GH36, GH57, GH97 и GH110.
- Семейства GH27 и GH36 на более высоком иерархическом уровне образуют клан GH-D. Домены этого клана имеют трёхмерную структуру в виде (β/α)8-бочонка, также известную как TIM-бочонок. Эта трёхмерная структура является самой распространённой среди каталитических доменов всех гликозил-гидролазы, а также одной из наиболее распространённых среди всех белков. Все многоклеточные организмы и большинство исследованных одноклеточных эукариот и бактерий обладают α-галактозидазами. Среди архей они обнаружены лишь у отдельных видов. Большинство α-галактозидаз эукариот относятся к семейству GH27, а большинство α-галактозидаз бактерий — к семейству GH36. Эти два семейства содержат почти исключительно α-галактозидазы и α-N-ацетилгалактозаминидазы. Филогенетический анализ семейства GH36 показал его полифилетическое происхождение, что позволило разбить это семейство на восемь новых. Эти восемь семейств вместе с семействами GH27 и GH31 объединены в α-галактозидазное суперсемейство.
- Каталитические домены семейства GH97 также имеют структуру (β/α)8-бочонка. В настоящее время лишь для одного представителя этого семейства показано наличие α-галактозидазной активности — у одного из белков бактерии Bacteroides thetaiotaomicron[англ.].
- Каталитические домены семейства GH57 имеют структуру, сходную с TIM-бочонком — (β/α)7-бочонок. Семейство GH57 содержит обе известные к настоящему времени α-галактозидазы архей, а также ряд прокариотических гликозил-гидролаз с другими активностями.
- Семейство GH4 объединяет бактериальные гликозидазы с широкой субстратной специфичностью. Для трёх из них было показано наличие α-галактозидазной активности.
- Семейство GH110 объединяет уникальные α-галактозидазы, способные отщеплять остатки α-D-галактозы с обращением их оптической конфигурации. Такие ферменты обнаружены у бактерий Bacteroides fragilis[англ.], B. thetaiotaomicron[англ.] и Streptomyces avermitilis.

Вероятно, гены α-галактозидаз семейств GH27, GH36, GH57 и GH97 имеют общее эволюционное происхождение.

## Биологическое значение
Альфа-галактозидаза вырабатывается во рту и поджелудочной железе, она необходима человеку для переваривания крахмала и рафинозы.

## Клиническое значение
Альфа-галактозидаза способна преобразовать человеческую донорскую кровь группы B в кровь группы 0, пригодную для переливанию человку с любой группой крови (выяснившие это экспериментаторы назвали этот фермент «B-zyme»).

### Наследственные заболевания
У человека врождённая сниженная выработка α-галактозидазы является причиной Болезни Фабри (англ. Fabry disease).

## Применение
Альфа-галактозидаза входит в состав биологически активных добавок, предназначенных для снижения метеоризма после употребления продуктов, богатых ферментируемыми углеводами, в первую очередь бобовых культур (фасоль, горох и другие). Хотя доказательств эффективности препаратов альфа-галактозидазы недостаточно для однозначного вывода, специалисты Американской коллегии гастроэнтерологии на 2022 год считают, что её приём в дозировках 300—1200 международных единиц может помочь при метеоризме как минимум некоторым людям.